# Кулаковський Сергій Аркадійович
Сергій Аркадійович Кулаковський (нар. 23 січня 1970) — радянський і український футболіст, що грав на позиції нападника. Відомий насамперед за виступами у клубах вищої української ліги «Металург» із Запоріжжя, і білоруської футбольної вищої ліги «Шахтар» із Солігорська.

## Кар'єра футболіста
Сергій Кулаковський розпочав виступи в командах майстрів у 1987 році в складі команди другої союзної ліги СКА з Києва. У 1991 році Кулаковський грав у складі команди другої нижчої ліги «Дніпро» з Черкас. У 1992 році футболіст перейшов до аматорського клубу «Рефрижератор» з Фастова. На початку сезону 1992—1993 років Кулаковський став гравцем команди першої української ліги «Темп» з Шепетівки, у складі якої став срібним призером першості, та здобув путівку до вищої ліги. Проте в шепетівській команді у вищій лізі не грав, а з початку сезону перейшов до складу команди першої ліги «Рось» з Білої Церкви, за яку зіграв лише 1 матч Кубку України, після чого став гравцем іншої команди першої ліги «Карпати» з Мукачева, де грав до кінця сезону 1993—1994 років.
На початку сезону 1994—1995 років Сергій Кулаковський перейшов до команди другої ліги «Схід» зі Славутича, проте після двох зіграних матчів перейшов до складу команди першої ліги «Агротехсервіс» з Сум, у якій грав до кінця 1994 року. На початку 1995 року футболіст перейшов до складу команди вищої ліги «Металург» із Запоріжжя. У складі команди вищої ліги зіграв 2 матчі, та став гравцем команди білоруської футбольної вищої ліги «Шахтар» із Солігорська, під час виступів у Білорусі грав також за місцевий нижчоліговий клуб «Ореса» (Любань). У кінці року Кулаковський повернувся в Україну, де до кінця року грав у складі аматорської команди «Колос» (Ірпінь) та команді другої ліги «Схід» (Славутич). На початку 1996 року футболіст грав у складі команді молдовського другого дивізіону «Молдова-Газ». З 1996 до 1999 року Сергій Кулаковський грав у складі аматорського фастівського «Рефрижератора», після чого завершив виступи на футбольних полях.

## Досягнення
- Срібний призер Першої ліги України: 1992–1993